# ویلموس زومبوری
ویلموس زومبوری (انگلیسی: Vilmos Zombori؛ ۱۱ ژانویه ۱۹۰۶ – ۱۷ ژانویه ۱۹۹۳ (۸۷ سال)) بازیکن فوتبال اهل رومانی بود.
وی همچنین در تیم ملی فوتبال رومانی بازی کرده‌است.